# Easy Parham
Estes Foster "Easy" Parham (nacido el 27 de diciembre de 1921 en Fort Worth, Texas y fallecido el 4 de octubre de 1982 en Tarrant, Texas) fue un jugador de baloncesto estadounidense que disputó tres temporadas entre la BAA y la NBA y otra más en la NPBL. Con 1,91 metros de estatura, jugaba en la posición de escolta.

## Trayectoria deportiva

### Universidad
Jugó durante su etapa universitaria con los Rams de la Universidad de Texas Wesleyan, siendo el primer y hasta ahora único jugador de dicha institución en llegar a jugar en la NBA.

### Profesional
Fue elegido en el Draft de la BAA de 1948 por St. Louis Bombers, con los que jugó dos temporadas, siendo la más destacada la primera de ellas, en la que promedió 5,7 puntos y 2,5 asistencias por partido.
Tras la desaparición del equipo, se produjo un draft de dispersión, en el que fue elegido por los Philadelphia Warriors, con los que únicamente jugó 7 partidos, en los que promedió 0,9 puntos y 1,3 rebotes.
Tras ser despedido por los Warriors, jugó el resto de la temporada con los Grand Rapids Hornets de la NPBL, con los que promedió 8,8 puntos por partido.

#### Estadísticas en la BAA y la NBA

##### Temporada regular
| Temporada | Edad | Equipo                | Liga  | Pos. | P   | TIT | MIN | TC  | TCA | %TC  | 3P | 3PA | %3P | TL  | TLA | %TL  | R.OF. | R.DEF. | REB | ASIS | ROB | TAP | PER | FP  | PTS |
| 1948-49   | 27   | St. Louis Bombers     | BAA   |      | 60  |     |     | 2.1 | 6.7 | .307 |    |     |     | 1.6 | 2.9 | .558 |       |        |     | 2.5  |     |     |     | 2.2 | 5.7 |
| 1949-50   | 28   | St. Louis Bombers     | NBA   |      | 66  |     |     | 2.1 | 6.4 | .325 |    |     |     | 1.3 | 2.7 | .494 |       |        |     | 2.0  |     |     |     | 2.4 | 5.5 |
| 1950-51   | 29   | Philadelphia Warriors | NBA   |      | 7   |     |     | 0.3 | 0.9 | .333 |    |     |     | 0.3 | 0.9 | .333 |       |        | 1.3 | 0.3  |     |     |     | 0.3 | 0.9 |
| Total     |      |                       | TOTAL |      | 133 |     |     | 2.0 | 6.2 | .316 |    |     |     | 1.4 | 2.7 | .522 |       |        | 1.3 | 2.1  |     |     |     | 2.2 | 5.4 |
|           |      |                       | NBA   |      | 73  |     |     | 1.9 | 5.8 | .326 |    |     |     | 1.2 | 2.5 | .489 |       |        | 1.3 | 1.8  |     |     |     | 2.2 | 5.0 |
|           |      |                       | BAA   |      | 60  |     |     | 2.1 | 6.7 | .307 |    |     |     | 1.6 | 2.9 | .558 |       |        |     | 2.5  |     |     |     | 2.2 | 5.7 |

##### Playoffs
| Temporada | Edad | Equipo            | Liga | Pos. | P | TIT | MIN | TC | TCA | %TC  | 3P | 3PA | %3P | TL | TLA | %TL | R.OF. | R.DEF. | REB | ASIS | ROB | TAP | PER | FP | PTS |
| 1948-49   | 27   | St. Louis Bombers | BAA  |      | 2 |     |     | 5  | 13  | .385 |    |     |     | 0  | 0   |     |       |        |     | 6    |     |     |     | 6  | 10  |
| Total     |      |                   | BAA  |      | 2 |     |     | 5  | 13  | .385 |    |     |     | 0  | 0   |     |       |        |     | 6    |     |     |     | 6  | 10  |